# Synagoga Löwenstrasse w Zurychu
Synagoga w Zurychu – synagoga znajdująca się na Löwenstrasse w centrum Zurychu, w szwajcarskim kantonie Zurych.
Synagoga została zbudowana w 1881 roku w stylu mauretańskim. Jest obecnie centrum religijnym oraz kulturalnym gminy żydowskiej Israelitische Cultusgemeinde Zürich (ICZ) w Zurychu.